# El joven Juárez
El joven Juárez es una película dramatica y biográfica mexicana de 1954, dirigida por Emilio Gómez Muriel y protagonizada por María Elena Marqués, Humberto Almazán, Domingo Soler y Elsa Cárdenas.Esta película constituye el debut cinematográfico de la actriz Elsa Cárdenas.
La trama relata los primeros años de la vida de Benito Juárez en Oaxaca y está basada en las biografías El verdadero Juárez de Héctor Pérez Martínez y Juárez y su México de Ralph Roeder.
El rodaje de la película comenzó el 23 de abril de 1954 en los Estudios Clasa. El estreno se realizó el 15 de julio de ese mismo año en el entonces Cine Las Américas, donde hoy en día se encuentra el Auditorio Blackberry.

## Sinopsis
La película comienza en los primeros años del siglo XIX. Benito Juárez (Humberto Almazán) es un niño zapoteca (etnia) de Oaxaca que vive con sus abuelos. Tras ser azotado por su tío, migra a la capital estatal, en donde su hermana Josefa trabaja en la casa familiar de los Maza. Ahí conoce a Margarita Maza (María Elena Marqués), quien le enseña castellano y con quien va a tener una relación problemática ante el rechazo de la familia de ella. 
La película también relata los años de Juárez como encuadernador en la imprenta de Antonio Salanueva durante la guerra de la independencia y sus estudios en el Instituto Liberal de Ciencias. Concluye con sus comienzos en el Partido Liberal Mexicano y el inicio de su actividad como abogado en defensa de los pueblos indígenas.

## Reparto
- María Elena Marqués - Margarita
- Humberto Almazán - Benito Juárez
- Domingo Soler - Antonio Salanueva
- Elsa Cárdenas - Josefa
- Rodolfo Landa - Miguel Méndez
- Carlos Riquelme - Antonio de la Maza
- Raúl Farell - Fernando Acosta
- Víctor Alcocer - Justino Maytorena
- Rosario Gálvez - Petra, madre de Margarita
- Francisco Jambrina - Profesor José Domingo
- Maruja Grifell - Aurora, made de Fernando
- Felipe Montoya - Abuelo
- Hortensia Santoveña - Abuela
- Manuel Dondé - Bernardino
- José Ignacio García Torres - Juárez niño
- Antonio Bravo - Don Manuel
- Luis Mussot - Fray Francisco Aparicio
- Juan Pulido - Rector del seminario[1]

## Recepción
La película no obtuvo la recaudación esperada por la productora y la historia de Benito Juárez no volvería al cine hasta Aquellos años en 1972. La TV UNAM la describe como parte de “el más puro estilo nacionalista del cine mexicano”.
Emilio García Riera consideró que la película fue la “contribución cinematográfica a la idea de que la historia nacional debe ser lo más aburrida posible”. Criticó la actuación de Almazán y consideró que la película fue solamente “una sucesión de cuadros autosuficientes” sin ningún rasgo de ambigüedad en la caracterización de Juárez. Guillermo Altares, por su parte, consideró que la película tenía “poca exactitud en los hechos y grandes dosis de aburrimiento”.